# Mario Fraccaro
Pour les articles homonymes, voir Fraccaro.
Mario Fraccaro (né le 31 octobre 1955 à Riese Pio X,) est un coureur cycliste italien, actif dans les années 1970 et 1980.

## Biographie
Chez les amateurs, Mario Fraccaro remporte notamment une étape du Tour de la Vallée d'Aoste en 1977, sous les couleurs de l'UC Riese-Navobi. Il évolue ensuite au niveau professionnel entre 1978 et 1981. Durant cette période, il participe à deux reprises au Tour d'Italie.
Son grand frère Simone a également été cycliste professionnel.

## Palmarès

### Par année
- 1974
  - Gran Premio Agostano
- 1977
  - Grand Prix de Poggiana
  - 1re étape du Tour de la Vallée d'Aoste
  - 2e de Vicence-Bionde
  - 2e de Milan-Busseto

### Résultats sur les grands tours

#### Tour d'Italie
2 participations
- 1978 : 88e
- 1979 : 60e